# Río Tietar
Río Tietar este o arie protejată (arie specială de conservare — SAC, sit de importanță comunitară — SCI) din Spania întinsă pe o suprafață de 4.321,03 ha, integral pe uscat.

## Localizare
Centrul sitului Río Tietar este situat la coordonatele 40°02′02″N 5°40′42″W / 40.0339°N 5.6783°V.

## Înființare
Situl Río Tietar a fost declarat sit de importanță comunitară în decembrie 1997 pentru a proteja 3 specii de plante și 26 de specii de animale. Situl a fost protejat și ca arie specială de conservare în mai 2015.

## Biodiversitate
Situată în ecoregiunea mediteraneană, aria protejată conține 10 habitate naturale: Lande oro-mediteraneene cu formațiuni endemice de grozamă, Galerii și tufărișuri riverane sudice (Nerio-Tamaricetea și Securinegion tinctoriae), Tufărișuri termo-mediteraneene și de pre-deșert, Pseudostepă cu ierburi și specii anuale de Thero-Brachypodietea, Păduri aluvionare cu Alnus glutinosa și Fraxinus excelsior (Alno-Padion, Alnion incanae, Salicion albae), Păduri de stejar galițio-portugheze cu Quercus robur și Quercus pyrenaica, Păduri termofile cu Fraxinus angustifolia, Galerii de Salix alba și de Populus alba, Pajiști uscate europene, Dehesas cu Quercus spp. perene.
La baza desemnării sitului se află mai multe specii protejate:
- plante (3): Festuca elegans, Marsilea batardae, Marsilea strigosa
- păsări (1): egretă mică (Egretta garzetta)
- mamifere (8): Galemys pyrenaicus, Microtus cabrerae, liliac cu aripi lungi (Miniopterus schreibersii), liliac cu urechi mari (Myotis bechsteinii), liliacul mediteranean cu potcoavă (Rhinolophus euryale), liliacul mare cu potcoavă (Rhinolophus ferrumequinum), liliacul mic cu potcoavă (Rhinolophus hipposideros), liliacul cu potcoavă a lui méhely (Rhinolophus mehelyi)
- nevertebrate (9): fluturele-tigru (Callimorpha quadripunctaria), croitorul mare al stejarului (Cerambyx cerdo), Coenagrion mercuriale, fluturele auriu (Euphydryas aurinia), Euplagia quadripunctaria, Gomphus graslinii, rădașcă (Lucanus cervus), Macromia splendens, Oxygastra curtisii
- pești (5): Cobitis paludica, Luciobarbus comizo, Pseudochondrostoma polylepis, Rutilus alburnoides, Rutilus lemmingii
- reptile (3): țestoasa de baltă (Emys orbicularis), Lacerta schreiberi, Mauremys leprosa

Pe lângă speciile protejate, pe teritoriul sitului au mai fost identificate 4 specii de amfibieni, 1 specie de mamifere, 3 specii de nevertebrate, 8 specii de pești, 5 specii de reptile.